# Assassinato de Giarre
O assassinato de Giarre foi um homicídio duplo ocorrido em 1980, na cidade de Giarre, Itália, que, na época, chocou a Itália e ajudou a impulsionar o movimento italiano pelos direitos homossexuais.

## Desaparecimento e descoberta de corpos
Em 31 de Outubro de 1980, os corpos decompostos de dois jovens do sexo masculino, Giorgio Agatino Giammona, de 25 anos, e Antonio "Toni" Galatola, de 15 anos, que tinham desaparecido de casa duas semanas antes, foram encontrados mortos, de mãos dadas, ambos baleados na cabeça. Os dois rapazes eram chamados de "i ziti" ("os namorados") na vila. Giorgio, em particular, era abertamente gay, depois de ter sido flagrado num carro por um carabiniere local com outro jovem aos 16 anos e, portanto, denunciado e, desde então, recebeu apelido pejorativo siciliano de "puppu 'ccô bullu" ("homossexual licenciado").

## Investigação
Quando jornalistas e fotógrafos de toda a Itália chegaram ao local para divulgar a tragédia, eles foram recebidos pelo senso de omertà (código de silêncio) da cidade, que não queria ser associada à história de um casal homossexual.
As investigações levaram rapidamente à identificação do autor do crime, o sobrinho de Toni, Francesco Messina, de 13 anos, que era, portanto, impune. Ele alegou que as próprias vítimas ordenaram que ele as matasse, dizendo que elas ameaçaram atirar nele se ele não obedecesse. No entanto, dois dias depois, ele retratou-se, alegando que tinha assumido a responsabilidade sob pressão dos carabinieri.
Dessa forma, nenhum culpado foi identificado, mas presumiu-se que tenha sido Francesco, de 13 anos, que o fez a mando das famílias. Chegou mesmo a afirmar que o assassinato foi cometido com a aprovação dos dois rapazes, que estavam convencidos de que nunca conseguiriam viver felizes. Após o crime, a opinião pública italiana teve que reconhecer a existência da homofobia.

## Consequências
O incidente levou à criação do capítulo oriental siciliano do Fuori! (Fonte Unitario Omosessuale Rivoluzionario Italiano), uma organização de direitos gays fundada em Turim em 1971. Um mês depois, em Palermo, o ex-padre abertamente gay Marco Bisceglia, com a ajuda do jovem objetor de consciência Nichi Vendola e outros militantes como Massimo Milani e Gino Campanella, fundou a Arcigay, a primeira seção da Arci dedicada à cultura gay, que logo se espalhou por toda a Itália. Isso efetivamente lançou a semente para o nascimento do movimento homossexual contemporâneo na Itália, após as primeiras experiências de associativismo realizadas nos anos 1960. Logo depois, em Bolonha, aconteceu o reconhecimento oficial de um grupo gay pela instituições, com a concessão pela Câmara Municipal de um local para a associação Il Cassero.
Em 9 de maio de 2022, a cidade de Giarre instalou uma placa memorial dedicada às duas vítimas na entrada da biblioteca municipal "Domenico Cucinotta".
O filme Fireworks (dirigido por Giuseppe Fiorello), Baseado foi baseado nessa história, lançado em 2023.